# Puccinia apii
Puccinia apii es una especie de hongo que pertenece al género Puccinia. Es conocida con el nombre común de roya de apio. Fue descrito por primera vez por John Baptiste Henri Joseph Desmazières en 1823. Está distribuido principalmente por la zona de Gran Bretaña (en Reino Unido), aunque también se han registrado especímenes en otros países de Europa, como Suecia, Suiza, Portugal y Alemania.

## Características
Puccinia apii es una especie monófaga, parásita de varias especies de apio. Este hongo causa la mancha y la desecación de las hojas y su desarrollo se ve favorecido por la alta humedad en verano y la falta de calcio.